# District Toeroechansk
Het district Toeroechansk (Russisch: Туруханский район; Toeroechanski rajon) is een gemeentelijk district in het westen van de Russische kraj Krasnojarsk. Het district heeft een oppervlakte van 211.189 km² (iets groter dan Wit-Rusland of 5 keer zo groot als Nederland) en een bevolking van 18.708 mensen, waarvan bijna een kwart woont in het bestuurlijk centrum; de gelijknamige plaats Toeroechansk (hemelsbreed 1100 km van Krasnojarsk; over de rivier de Jenisej 1440 km).

## Geografie

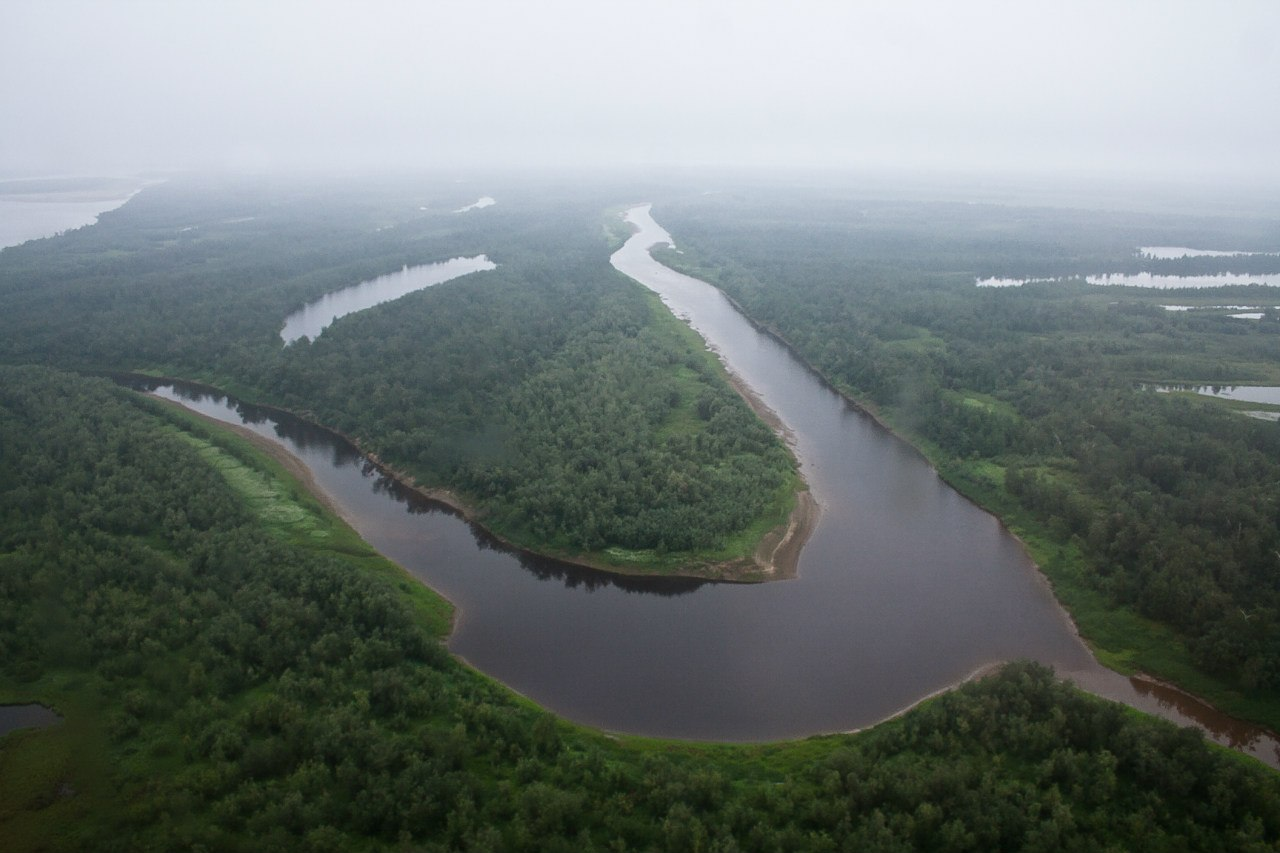
De zakaznik Toeroechanski rond de Jenisej

Het district ligt rond een aantal zijrivieren van de Jenisej; de Stenige Toengoeska, Jelogoej, Beneden-Toengoeska, Koerejka en Toeroechan. 
Het district grenst in het noorden aan het autonome district Tajmyr, in het oosten aan het autonome district Evenkië, in het zuiden aan het district Jenisejski en in het westen aan de oblast Tjoemen.
In het gebied bevinden zich afzettingen van steenkool en grafiet. In het noordwestelijk deel ligt het Vankorveld, waar olie en gas wordt gewonnen. Nabij dit veld liggen de kleinere olie- en gasvelden Lodotsjnoje en Tagoelskoje.
In het gebied werd in 1981 rond Mirnoje het natuurgebied Zapovednik Toeroechanski (1269 km²) ingesteld en in 1985 rond de dorpen Lebed en Komsa ook het aan deze zakaznik grenzende (zapovednik) Biosfeerreservaat Tsentralnosibirski, dat deels in Evenkië ligt. Daarnaast zijn er nog een drietal zakazniks: Vorogovskië ostrova (360 km²) rond de riviereilanden in de Jenisej ten noorden van Vorogovo, Kangotovskië protoki (1560 km²) rond de Jenisej benenstrooms van de instroom van de Jelogoej en Ozero Makovskoje (190 km²) rond het Makovskojemeer tussen Sovjetskaja Retsjka en Jermakovo.

## Geschiedenis
| De rivieren in het gebied vormden in de 17e en 18e eeuw onderdeel van de Siberische waterwegen. Vanuit Mangazeja werd in dit gebied in 1619 Nieuw-Mangazeja gesticht aan de Toeroechan, dat uitgroeide tot de grootste markt van Siberië. Enkele decennia later volgde de bouw van het klooster van Monastyrskoje. Van hieruit werd het omringende gebied gekoloniseerd. In 1804 werd het gebied als de kraj Toeroechansk onderdeel van het gouvernement Tomsk. In de decennia daarna raakte de economie van het gebied in het slop en trokken veel mensen weg. Het gebied was toen al enkele decennia in gebruik als ballingsoord voor onder andere politieke gevangenen, die daarna en masse naar het gebied werden gestuurd door eerst de tsaristische overheid en later ook door de Sovjetautoriteiten. Tussen 1948 en 1953 werd er gewerkt aan de nooit voltooide Poolcirkelspoorlijn. Na de dood van Stalin werd het gebied vooral gebruikt voor de winning van delfstoffen (olie en gas) en voor de bouw van waterkrachtcentrales. Na het uiteenvallen van de Sovjet-Unie trokken veel mensen weg. |

## Economie en transport

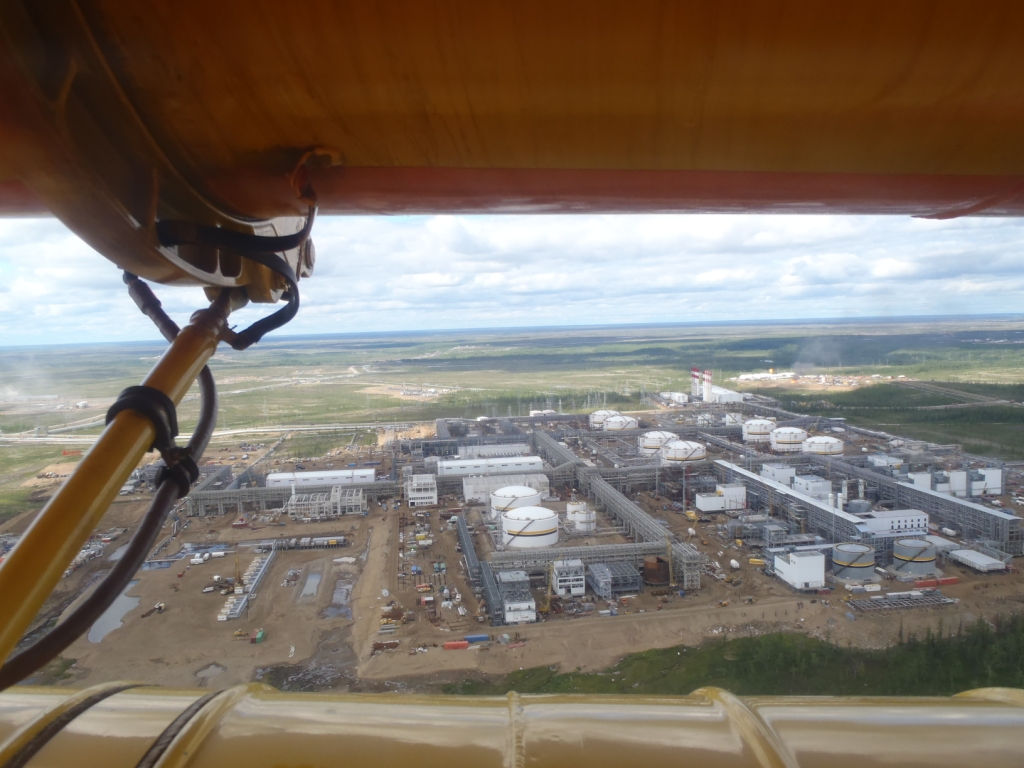
Centraal opslagpunt voor aardolie op het Vankorveld

De grootste onderneming van het gebied is de in 1975 gebouwde Waterkrachtcentrale Koerejka met een capaciteit van 600 MW en een vermogen van ongeveer 2,5 miljard kWh. De in de jaren 1980 geplande Waterkrachtcentrale Beneden-Koerejka (150 MW) bestaat sinds de stopzetting van de voorbereidingen halverwege de jaren 1990 echter nog altijd alleen op papier. 
Sinds 2009 wordt door Rosneft het Vankorveld ontwikkeld (bewezen reserves: 1,5 miljard vaten olie, 95 miljard kuub aardgas), waarvoor ook diverse gas- en oliepijpleidingen worden aangelegd. Het Vankorveld is volgens Rosneft een van de belangrijkste industriële projecten van Rusland.
In het uiterste noordwesten van de regio wordt nog enige rendierhouderij bedreven door de Evenken uit het dorp Sovjetskaja Retsjka (Sovretsjka) met ongeveer 620 rendieren in 2002. De andere etnische groepen in het district (de Ketten en Selkoepen) zijn gestopt met het houden van rendieren. Dit is deels te wijten aan de opkomst van relatief goedkoop mechanisch transport, deels als gevolg van een wijziging in het commerciële gebruik van jachtgebieden na de verandering van de jacht op eekhoorns door de jacht op sabelmarters. Deze inheemse volkeren houden zich voornamelijk bezig met de jacht op sabelmarters, visserij en verzamelen (zoals bessen en paddenstoelen).
Het gebied is niet aangesloten op het wegennetwerk. De ooit zo belangrijk geachte Poolcirkelspoorlijn werd ook nooit voltooid. De meeste verbindingen met de nederzettingen vinden daarom plaats per helikopter (9 tot 12 maanden per jaar) en over de rivieren (4 maanden per jaar). In de herfst eindigt de scheepvaart over de Jenisej op 10 oktober.

## Bevolking
Van de bevolking woont ongeveer 30% in de stad Igarka en ongeveer 25% in Toeroechansk. Het district kent een zeer lage bevolkingsdichtheid (0,087 mensen/km²). De 28 nederzettingen van het district liggen zeer verspreid en zijn slecht bereikbaar. Gemiddeld liggen de nederzettingen op 400 km van het districtscentrum. 7 nederzettingen liggen aan de zijrivieren van de Jenisej.

### Bevolkingsontwikkeling
In de onderstaande tabel is goed zichtbaar dat na de val van de Sovjet-Unie veel mensen het gebied verlieten. De piek in 2010 heeft waarschijnlijk deels te maken met de aanleg van het Vankorveld, waaraan op het hoogtepunt 12.000 arbeiders werkten.
|  |

### Etniciteit
Vóór het uiteenvallen van de Sovjet-Unie werd het district hoofdzakelijk bevolkt door Litouwers, Duitsers, Russen, Tataren en Polen. Sindsdien zijn veel van deze bevolkingsgroepen verhuisd naar hun gebied van oorsprong en wonen er bijna alleen nog Slavische volkeren; Russen, Wit-Russen en Oekraïners. Onder de Russen bevinden zich ook een aantal oudgelovigen die in de jaren dertig naar de taiga trokken onder druk van de Sovjetregering. Het grootste klooster van de oudgelovigen bevindt zich in Tsjoelkovo, waar sinds de jaren negentig ook Russische oudgelovigen uit Brazilië naartoe kwamen.
Ongeveer 11% van de bevolking (1373 mensen) bestaat uit Ketten, Selkoepen en Evenken. De Evenken (188 mensen) leven in het noordelijke deel van het district. De Ketten (866 mensen) en Selkoepen (369 mensen) leven in het centrale en zuidelijke deel van het district. Ook wonen een klein aantal Nenetsen (enkele gezinnen) in het district en wonen alle Joeg (5 of 6 gezinnen) van de wereld in het district.
Het district vormt het thuisland van de Ketten. Dit kleine volk neemt langzaam af in aantal. Taalkundigen denken dat het Ket, de oorspronkelijk door hen gesproken taal, verwant is aan de Na-Denétalen uit Noord-Amerika. De meeste Ketsprekers wonen eveneens in het district, vooral in de dorpen Kellog, Soergoeticha en Madoejka.
De gemiddelde levensverwachting in het district is 61 jaar, maar bij de kleine inheemse bevolkingsgroepen is dit 39 jaar. Slechts 6,3% van de kleine inheemse bevolkingsgroepen leeft tot de pensioengerechtigde leeftijd. De belangrijkste redenen hiervoor zijn de extreem lage sociale levensstandaard in het harde klimaat van de regio en de schrijnende alcoholverslaving, die leiden tot een hoog aantal gevallen van zelfmoord. Het aantal aandoeningen met betrekking tot de ademhalingsorganen en bloedcirculatie en kwaadaardige kanker is toegenomen.
Ongeveer 51% van de leden van inheemse bevolkingsgroepen is onderdeel van de beroepsbevolking, waarvan slechts 13% officieel werkloos is. Het werkelijke aantal werklozen is echter 3 tot 4 keer groter, omdat veel werkloze inwoners van afgelegen nederzettingen nooit zijn geregistreerd.

## Bestuurlijke indeling
Het gemeentelijk district is onderverdeeld in 7 bestuurlijke onderdelen: 1 stad onder districtsbestuur (Igarka) en 6 selsovjets. Gemeentelijk gezien wordt onderscheid gemaakt naar 1 gorodskoje poselenieje (stad), 6 selskië poselenia (de selsovjets) en 1 buitengebied.
| Bestuurlijk onderdeel    | Russisch                  | Bestuurlijk centrum | Aantal plaatsen | km2    | Inwoners (2017) |
| ------------------------ | ------------------------- | ------------------- | --------------- | ------ | --------------- |
| Gorodskoje poselenia     |                           |                     |                 |        |                 |
| stad Igarka              | город Игарка              | Igarka              | 1               | 117,20 | 4754            |
| Selskië poselenia        |                           |                     |                 |        |                 |
| selsovjet Borski         | Борский сельсовет         | Bor                 | 4               | 598,88 | 2574            |
| selsovjet Vercheïmbatski | Верхнеимбатский сельсовет | Vercheïmbatsk       | 2               | 751,43 | 510             |
| selsovjet Vorogovski     | Вороговский сельсовет     | Vorogovo            | 3               | 24,62  | 1377            |
| selsovjet Zotinski       | Зотинский сельсовет       | Zotino              | 1               | 200,00 | 447             |
| selsovjet Svetlogorski   | Светлогорский сельсовет   | Svetlogorsk         | 1               | 3,50   | 876             |
| selsovjet Toeroechanski  | Туруханский сельсовет     | Toeroechansk        | 2               | 1,86   | 4289            |
| Buitengebied             |                           |                     |                 |        |                 |
| Buitengebied             |                           |                     | 20              |        |                 |

## Plaatsen
Het district telt 34 plaatsen, waarvan er bij de volkstelling van 2010 28 bewoond waren.
| Plaatsen in het district Toeroechanski |                         |               |                            |
| Type                                   | Naam                    | Inwoneraantal | Deelgemeente               |
| posjolok                               | Alinskoje               | 11            | Selsovjet Verchne-imbatski |
| posjolok                               | Angoeticha              | 0             | -                          |
| posjolok                               | Bachta                  | 220           | -                          |
| selo                                   | Baklanicha              | 36            | -                          |
| posjolok                               | Bor                     | 2496          | Selsovjet Borski           |
| selo                                   | Farkovo                 | 278           | -                          |
| derevnja                               | Gorosjicha              | 106           | -                          |
| stad                                   | Igarka                  | 4754          | stad Igarka                |
| posjolok                               | Indygino                | 148           | Selsovjet Vorogovski       |
| posjolok                               | Janov Stan              | 20            | -                          |
| posjolok                               | Kellog                  | 306           | -                          |
| posjolok                               | Koerejka                | 78            | -                          |
| derevnja                               | Komsa                   | 0             | Selsovjet Borski           |
| derevnja                               | Kostino                 | 21            | -                          |
| derevnja                               | Lebed                   | 0             | -                          |
| posjolok                               | Madoejka                | 45            | -                          |
| derevnja                               | Mirnoje                 | 0             | -                          |
| derevnja                               | Podkamennaja Toengoeska | 41            | Selsovjet Borski           |
| posjolok                               | Sandaktsjes             | 375           | Selsovjet Vorogovski       |
| derevnja                               | Selivanicha             | 101           | Selsovjet Toeroechanski    |
| posjolok                               | Soechaja Toengoeska     | 2             | -                          |
| derevnja                               | Soemarokovo             | 72            | Selsovjet Borski           |
| derevnja                               | Soergoeticha            | 167           | -                          |
| posjolok                               | Sovjetskaja Retsjka     | 143           | -                          |
| derevnja                               | Starotoeroechansk       | 72            | -                          |
| posjolok                               | Svetlogorsk             | 876           | Selsovjet Svetlogorski     |
| posjolok                               | Tatarsk                 | 0             | -                          |
| selo                                   | Toeroechansk            | 4662          | Selsovjet Toeroechanski    |
| posjolok                               | Tsjernoöstrovsk         | 0             | -                          |
| selo                                   | Verchneïmbatsk          | 545           | Selsovjet Verchneïmbatski  |
| selo                                   | Veresjtsjagino          | 146           | -                          |
| selo                                   | Vorogovo                | 856           | Selsovjet Vogorogovski     |
| selo                                   | Zotino                  | 447           | Selsovjet Zotinski         |

Daarnaast bevindt zich voor de ploegendiensten bij het Vankorveld de grote 'rotatienederzetting' (vachtovy posjolok) Vankor.
Over het dorp Bachta werd in 2010 door Werner Herzog en Dmitri Vasjoekov de documentaire Happy People: A Year in the Taiga gemaakt.